# Comuna Săcălaz, Timiș
Săcălaz (germană Sackelhausen, maghiară Szakálháza) este o comună în județul Timiș, Banat, România, formată din satele Beregsău Mare, Beregsău Mic și Săcălaz (reședința).

## Istoric

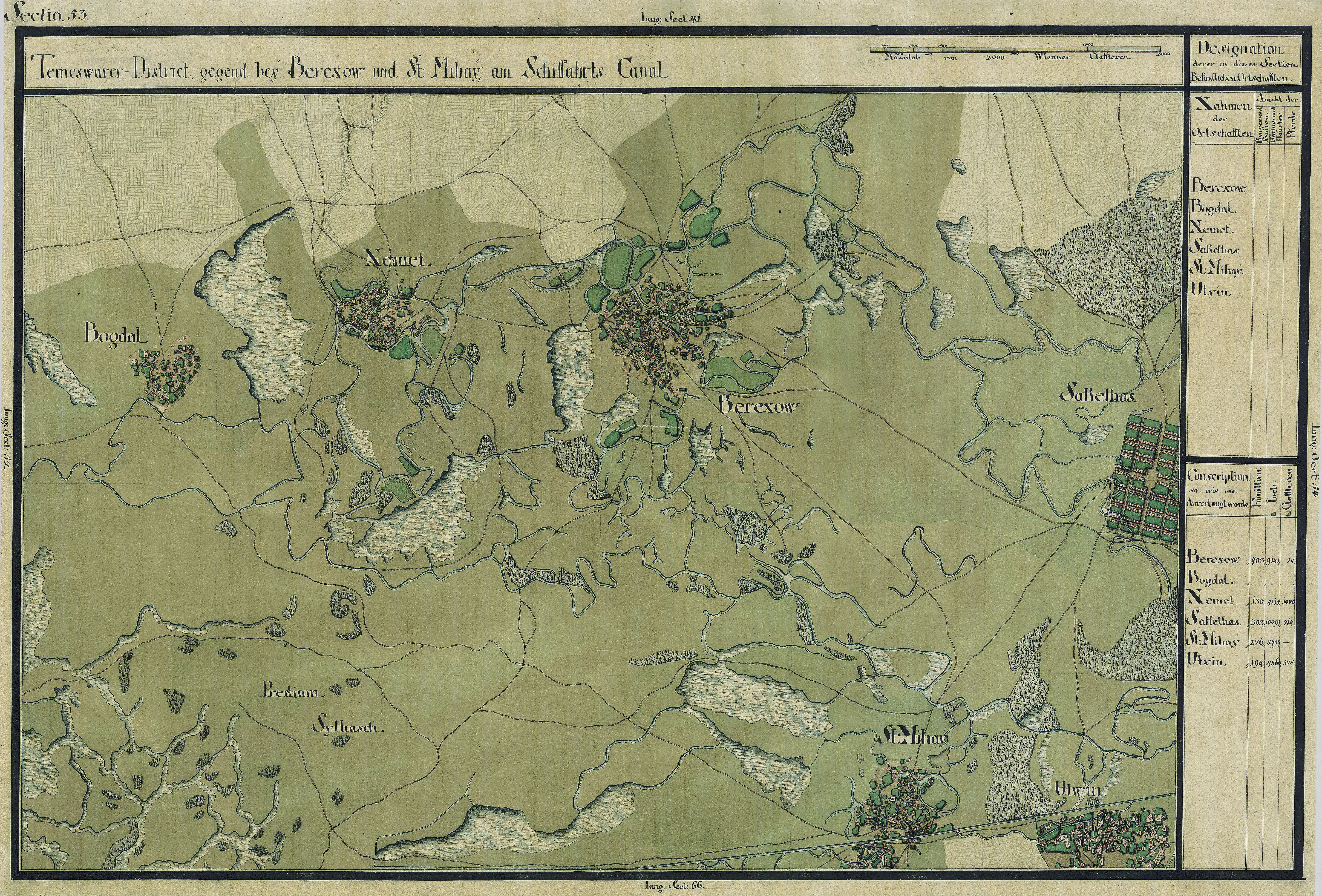
Săcălaz în Harta Iosefină a Banatului, 1769-72

Localitatea este pentru prima dată atestată documentar într-o diplomă din 29 decembrie 1392, care delimita hotarul satului Szakálháza, denumire pe care a păstrat-o până în anul 1520.
 Satele aparținătoare însă, sunt atestate încă din 1332. Când proprietatea Zakalhaza, cu toate terenurile sale, a fost atribuită lui Blasius de Peterd, moștenitorilor și descendenților săi.
Într-un document din anul 1707, locul este menționat ca Zakalhaz (Săcălaz), fiind locuit de populație românească. În dosarele arhivelor Camerei de la Curte (Viena), deja în jurul anului 1717, satul apare ca având 66 de case. Aceste case, împreună cu o biserică (aproximativ 20x12 metri) și cu casa mai mare a Oberkneses (șeful localității) Schiwoin (Jivoin), erau situate pe o ușoară înălțime a actualei străzi Vlahilor, protejate de inundațiile anuale.
În 1765 sosește aici primul val de colonizatori germani șvabi, din ordinul Mariei Tereza. Aceasta a emis "Patenta de colonizare" din 25 februarie 1763 și mai apoi Decretul pe care l-a înaintat la "Oficiul de Colonizare bănățean" în 1765, prin care dispunea mutarea populației românești în partea de sud a Torontalului, pentru a face loc coloniștilor șvabi. Astfel, populația română de circa 60 de familii este nevoită să abandoneze Săcălazul și se mută în Torac (în Serbia de azi), unde întemeiază un nou așezământ. La rândul lui satul Beregsău Mic a fost colonizat cu populație sârbească.
Următoarele valuri de colonizatori germani (1744-1772, 1782-1787) au stabilit definitiv predominanța germană a localității. Planurile dezvoltării Săcălazului au fost trasate pe hârtie la Viena, în forma unei table de șah, cu Biserica Catolică în centru.

## Stema
Stema oficială a comunei a fost adoptată de Guvern prin Hotărârea nr. 498/2013.
Aceasta se compune dintr-un scut triunghiular cu marginile rotunjite, tăiat în șef la o treime de coroana murală a scutului. În partea superioară, în câmp albastru, se află 3 felinare negre, așezate în pal, cel din mijloc mai mare, toate cu flacără de aur. În vârful scutului, în câmp roșu, se află o cruce treflată, flancată dreapta-stânga de câte 3 spice de grâu, toate de aur. Scutul este timbrat de o coroană murală de argint cu un turn crenelat.
Semnificațiile elementelor însumate
Cele 3 felinare amintesc de istoria localității, atestată încă din Evul Mediu, iar numărul lor reprezintă continuitatea neîntreruptă a locuirii umane pe teritoriul celor 3 localități. 
Crucea simbolizează biserica construită în anul 1793. 
Spicele de grâu reprezintă ocupația de bază a locuitorilor, agricultura. 
Coroana murală cu un turn crenelat semnifică faptul că localitatea are rangul de comună.

## Politică
Comuna Săcălaz este administrată de un primar și un consiliu local compus din 17 consilieri. Primarul, Dumitru Boboi[*], de la Partidul Social Democrat, este în funcție din 1 noiembrie 2024. Începând cu alegerile locale din 2024, consiliul local are următoarea componență pe partide politice:
|  | Partid                          | Consilieri | Componența Consiliului | Componența Consiliului | Componența Consiliului | Componența Consiliului | Componența Consiliului | Componența Consiliului | Componența Consiliului | Componența Consiliului |
|  | ------------------------------- | ---------- | ---------------------- | ---------------------- | ---------------------- | ---------------------- | ---------------------- | ---------------------- | ---------------------- | ---------------------- |
|  | Partidul Social Democrat        | 8          |                        |                        |                        |                        |                        |                        |                        |                        |
|  | Alianța pentru Unirea Românilor | 5          |                        |                        |                        |                        |                        |                        |                        |                        |
|  | Partidul Național Liberal       | 2          |                        |                        |                        |                        |                        |                        |                        |                        |
|  | Alianța Dreapta Unită           | 2          |                        |                        |                        |                        |                        |                        |                        |                        |

Atât primarul cât și viceprimarul comunei fac parte din PD. Consiliul Local este constituit din 15 consilieri, împărțiți astfel:
|  | Partid                                     | Consilieri | Componența Consiliului | Componența Consiliului | Componența Consiliului | Componența Consiliului | Componența Consiliului | Componența Consiliului | Componența Consiliului | Componența Consiliului | Componența Consiliului | Componența Consiliului | Componența Consiliului | Componența Consiliului |
|  | ------------------------------------------ | ---------- | ---------------------- | ---------------------- | ---------------------- | ---------------------- | ---------------------- | ---------------------- | ---------------------- | ---------------------- | ---------------------- | ---------------------- | ---------------------- | ---------------------- |
|  | Alianța Dreptate și Adevăr (9 PD și 3 PNL) | 12         |                        |                        |                        |                        |                        |                        |                        |                        |                        |                        |                        |                        |
|  | Partidul Social Democrat                   | 2          |                        |                        |                        |                        |                        |                        |                        |                        |                        |                        |                        |                        |
|  | Partidul România Mare                      | 1          |                        |                        |                        |                        |                        |                        |                        |                        |                        |                        |                        |                        |

## Obiective turistice
- Biserica Ortodoxă din 1793, pictată în secolul XIX.
- Biserica Catolica din 1772 functională pana in anul 1972.

## Demografie
Componența etnică a comunei Săcălaz
     Români (70,97%)
     Sârbi (1,07%)
     Alte etnii (1,66%)
     Necunoscută (26,29%)
Componența confesională a comunei Săcălaz
     Ortodocși (60,71%)
     Penticostali (5,05%)
     Romano-catolici (2,33%)
     Alte religii (4,15%)
     Necunoscută (27,76%)
Conform recensământului efectuat în 2021, populația comunei Săcălaz se ridică la 9.223 de locuitori, în creștere față de recensământul anterior din 2011, când fuseseră înregistrați 7.204 locuitori. Majoritatea locuitorilor sunt români (70,97%), cu o minoritate de sârbi (1,07%), iar pentru 26,29% nu se cunoaște apartenența etnică. Din punct de vedere confesional, majoritatea locuitorilor sunt ortodocși (60,71%), cu minorități de penticostali (5,05%) și romano-catolici (2,33%), iar pentru 27,76% nu se cunoaște apartenența confesională.

## Geografie
Comuna Săcalaz se afla pe o zona mlastinoasă, in zona de campie cu o climă temperată cu temperatura anuală de 10,6°C.

## Personalități născute aici
- Aurel Cosma (1867 - 1931), avocat, om politic, senator, ministru.